# .40 S&W
O .40 S&W é um cartucho de fogo central para pistolas, sem aro em formato "cilíndrico", desenvolvido em conjunto pelos principais fabricantes americanos de armas de fogo, a Smith & Wesson e a Winchester.
O .40 S&W foi desenvolvido desde o início como um cartucho voltado para as forças policiais de aplicação da lei, projetado para ter o mesmo desempenho do cartucho 10mm Auto de velocidade reduzida usado pelo pessoal do Federal Bureau of Investigation (FBI), que poderia ser adaptado em armas de mão semiautomáticas de médio porte (tamanho das de 9mm). O .40 S&W usa balas de 0,40 pol. (10 mm) de diâmetro variando em peso de 105 a 200 grãos (6,8 a 13,0 g).

## Histórico
No rescaldo do tiroteio de Miami de 1986 envolvendo agentes do FBI, no qual dois agentes especiais do FBI foram mortos e cinco feridos, num evento em que que um dos assaltantes precisou de seis e outro de doze tiros para que fossem abatidos, o FBI iniciou o processo de teste de munições alternativas ao 9x19mm Parabellum que se mostrou ineficaz nesse evento prático. Foi quando começou a se popularizar o termo "Stopping Power" em relação às munições utilizadas.
A pistola semiautomática oferecia duas vantagens sobre o revólver usado anteriormente: maior capacidade de munição e maior facilidade de recarregar durante um tiroteio. O FBI estava satisfeito com o desempenho de seu cartucho com bala de ponta oca de chumbo semi-cantovivo "Lead Semi-WadCutter HollowPoint" (LSWCHP) em .38 Special +P de 158 gr (10,2 g) ("carga do FBI") com base em décadas de desempenho confiável. A munição para a nova pistola semiautomática tinha que oferecer desempenho terminal igual ou superior à carga do .38 Special do FBI. O FBI desenvolveu uma série de testes orientados para a prática envolvendo oito eventos de teste que eles acreditavam representarem razoavelmente os tipos de situações que os agentes do FBI comumente encontram em incidentes de tiro.
Durante os testes das munições 9×19mm e .45 ACP, o agente especial encarregado da Unidade de Treinamento de Armas de Fogo do FBI, John Hall, decidiu incluir testes do cartucho Auto 10mm, fornecendo seu próprio Colt Delta Elite 10mm semiautomático, e munição carregada pessoalmente à mão. Os testes do FBI revelaram que uma bala JHP 10 mm de 170-180 gr (11,0-11,7 g), impulsionada entre 900-1.000 pés/s (270–300 m/s), atingiu o desempenho terminal desejado sem o forte recuo associado à munição convencional de 10 mm (1.300-1.400 pés/s (400–430 m/s)). O FBI contatou a Smith & Wesson e solicitou que projetasse uma arma de acordo com as especificações do FBI, com base na arma existente Smith & Wesson Modelo 4506 .45 ACP, que funcionaria de forma confiável com a munição de 10 mm de velocidade reduzida do FBI. Durante esta colaboração com o FBI, S&W percebeu que reduzir a potência total do 10 mm para atender às especificações de velocidade média do FBI significava menos pólvora e mais espaço livre no estojo. Eles constataram que, ao remover o espaço livre, poderiam encurtar o estojo de 10 mm (de .992 polegadas para .850), o suficiente para caber em suas pistolas de 9 mm de armação média e carregá-lo com uma bala JHP de 180 gr (11,7 g) para produzir um desempenho balístico idêntico ao cartucho de 10 mm de velocidade reduzida do FBI. A S&W então se juntou a Winchester para produzir um novo cartucho, o .40 S&W. que usava espoleta "small pistol" em vez da "large pistol" usada pelo cartucho 10mm Auto.
O cartucho .40 S&W foi lançado em 17 de janeiro de 1990, junto com a nova pistola Smith & Wesson Model 4006, embora demorasse vários meses para que as pistolas estivessem disponíveis para compra. O fabricante austríaco Glock Ges.m.b.H. se antecipou à Smith & Wesson nas prateleiras das lojas em 1990, com pistolas para o .40 S&W (a Glock 22 e a Glock 23), que foram anunciadas uma semana antes da 4006. A rápida introdução da Glock foi auxiliada pela engenharia de uma pistola com câmara em 10mm Auto, a Glock 20, pouco tempo antes. Uma vez que o .40 S&W usa o mesmo diâmetro de cano e de "cabeça" do estojo do 10mm Auto, foi apenas uma questão de adaptar o design de 10mm aos quadros Parabellum de 9×19mm mais curtos. As novas armas e munições foram um sucesso imediato, e pistolas do novo calibre foram adotadas por várias agências de aplicação da lei em todo o país, incluindo o FBI, que adotou a pistola Glock em .40 S&W em maio de 1997.
A popularidade do .40 S&W acelerou com a aprovação do agora expirado Federal Assault Weapons Ban de 1994, que proibia a venda de carregadores de pistola ou rifle que pudessem conter mais de dez cartuchos, independentemente do calibre. Vários estados dos EUA e vários governos locais também baniram ou regulamentaram os chamados carregadores de "alta capacidade". Como resultado, muitos novos compradores de armas de fogo limitados a comprar pistolas com capacidade máxima de 10 cartuchos de cartuchos escolheram pistolas no calibre .40 S&W em vez de cartuchos de diâmetro menor, como o 9x19mm.
O comprimento do estojo do .40 S&W e o comprimento total do cartucho foram encurtados, mas outras dimensões, exceto a estrutura da caixa e a espessura da parede, permanecem idênticas ao Auto 10mm. Ambos os cartuchos compartilham o mesmo "headspace". Assim, em um semi-automático, eles não são intercambiáveis. Disparado de um semiautomático de 10 mm, o cartucho .40 S&W terá um headspace a partir do extrator e a bala saltará sobre um vão livre de 0,142 polegadas (3,6 mm) como um .38 Special disparado de um revólver .357 Magnum. Se o cartucho não for "agarrado" pelo extrator, as chances de uma espoleta rompida são grandes. A Smith & Wesson fabrica um revólver de ação dupla (o Model 610) que pode disparar qualquer um dos cartuchos por meio de "moon clip". Um revólver de ação simples para o calibre .38-40 também pode disparar cartuchos de .40 ou 10mm, desde que seja equipado com o tambor do tamanho correto. Algumas pistolas de calibre .40 podem ser convertidas para 9 mm com um cano especialmente feito, troca de carregador e outras peças.

## Dimensões

O limite de pressão SAAMI para .40 S&W é definido em 241,32 megapascals (35.001 psi) de pressão piezo.

## Performance

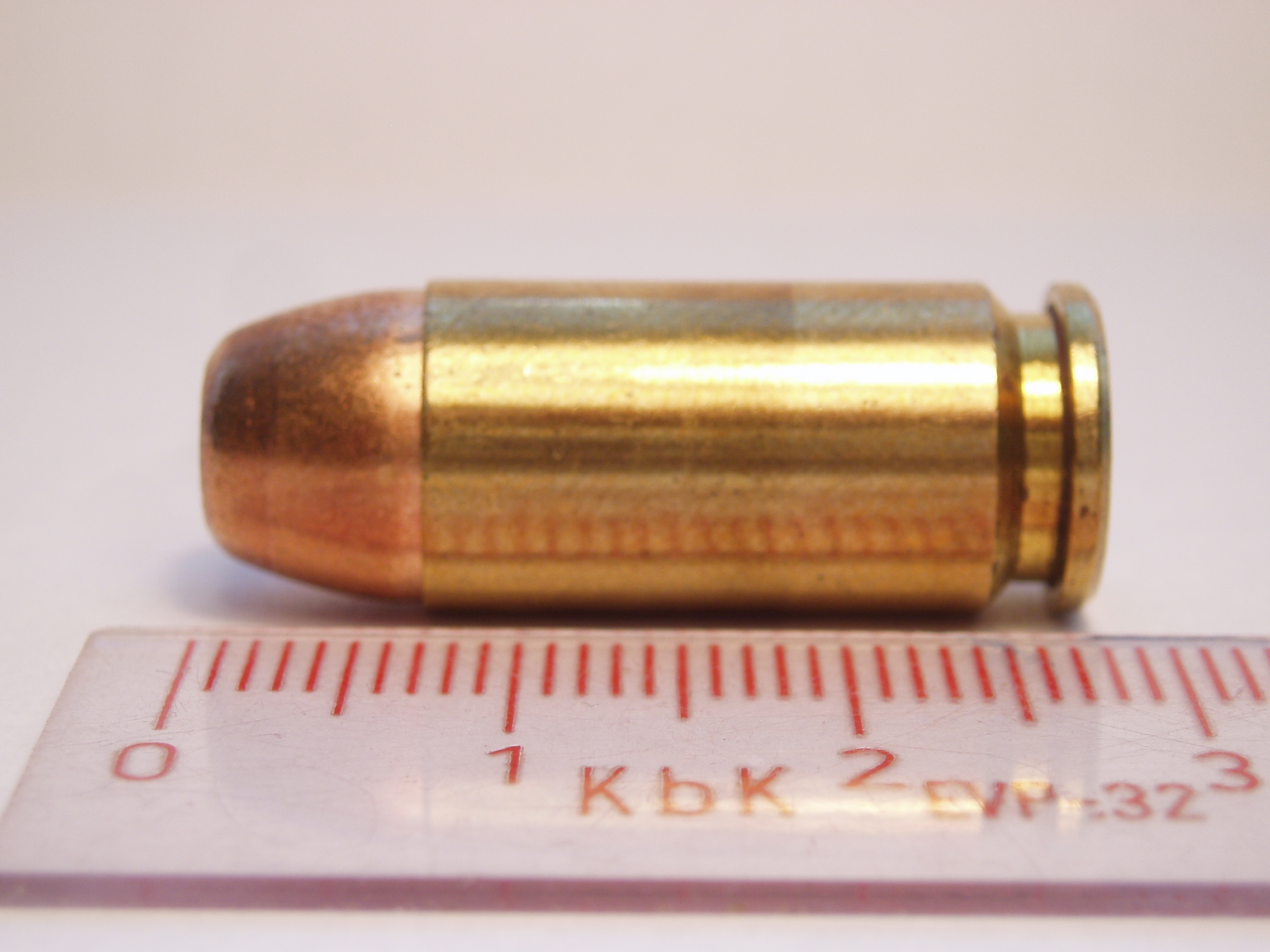
Vista lateral de um .40 S&W com bala jaquetada de ponta plana.

O cartucho .40 S&W tem sido popular entre as agências de aplicação da lei nos Estados Unidos, Canadá, Austrália e Brasil. Embora possua precisão quase idêntica, e características de deriva e queda muito semelhantes ao 9mm, ele também tem uma vantagem energética sobre aquele e também sobre o .45 ACP, e com um recuo mais controlável do que o 10 mm Auto. Marshall & Sanow (e outros proponentes do choque hidrostático) afirmam que, com balas de ponta oca com jaquetas de qualidade, as cargas mais energéticas para o .40 S&W também podem criar choque hidrostático em alvos vivos de tamanho humano.
Com base no desempenho balístico terminal ideal na gelatina balística durante testes de laboratório no final dos anos 1980 e início dos anos 1990, o .40 S&W ganhou o status de "o cartucho ideal para defesa pessoal e aplicação da lei". Balisticamente, o .40 S&W' é quase idêntico ao .38-40 Winchester introduzido em 1874, pois eles compartilham o mesmo diâmetro e peso da bala, e têm velocidades de saída semelhantes. A energia do .40 S&W excede a pressão padrão das cargas de .45 ACP, gerando entre 350 pés-libras (470 J) e 500 pés-libras (680 J) de energia, dependendo do peso da bala. Tanto o .40 S&W quanto o 9 mm Parabellum operam a um máximo de 35.000 libras por polegada quadrada (240 MPa) SAAMI, em comparação com um máximo de 21.000 libras por polegada quadrada (140 MPa) para .45 ACP.
Pistolas da Smith & Wesson em .40 S&W com carregadores bifilares padrão (não estendidos) podem conter até 16 cartuchos. Apesar de não substituir o 9mm Parabellum, o .40 S&W é comumente usado em operações de aplicação da lei de acordo com sua origem com o FBI. Algumas unidades de operações especiais dos EUA têm disponíveis .40 S&W e .45 ACP para suas pistolas. A Guarda Costeira dos Estados Unidos, com funções duplas como aplicação da lei marítima e implantações militares, adotou a SIG Sauer P229R DAK em .40 S&W como sua arma padrão.
O .40 S&W foi originalmente carregado para velocidade subsônica (984,25 pés/s (300,00 m/s)) com uma bala de 180 grãos (11,7 g). Desde a sua introdução, várias cargas foram criadas, sendo a maioria 155, 165 ou 180 gr (10,0, 10,7 ou 11,7 g). No entanto, existem algumas balas com pesos tão leves quanto 135 gr (8,7 g) e tão pesados quanto 200 gr (13,0 g). A Cor-Bon e a Winchester oferecem uma JHP de 135 gr (8,7 g) e a Cor-Bon também oferece uma ponta oca Barnes XPB de 140 gr (9,1 g). A Double Tap Ammo, com sede em Cedar City, Utah, carrega uma bala de 135 gr (8,7 g) Nosler JHP, 155 gr (10,0 g), 165 gr (10,7 g) e 180 gr (11,7 g) Speer Gold Dot de ponta oca (comercializado como "Bonded Defense"), uma Hornady XTP JHP de 180 gr (11,7 g) e três cargas diferentes de 200 gr (13,0 g) incluíam uma bala jaquetada "Full Metal Jacket" de 200 gr (13 g) (FMJ), um 200 gr (13 g) bala de chumbo fundido duro da Hornady XTP JHP e Double Tap de 200 gr (13 g) WFNGC (Wide Flat Nose Gas Check); o último projetado especificamente para aplicações de caça e porte em florestas.

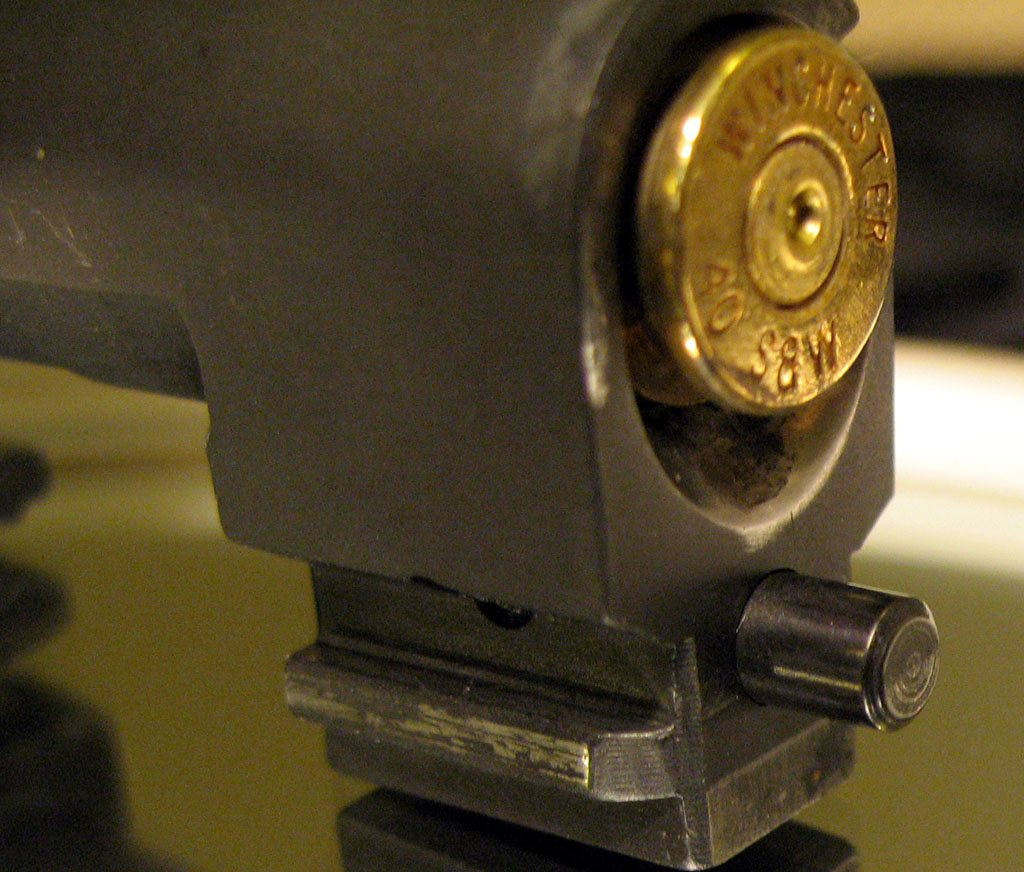
Rampa de alimentação de uma Beretta 96 com um cartucho .40 S&W.

## Relatos de falha
O .40 S&W foi citado em uma série de falhas de cartuchos, particularmente em pistolas Glock mais antigas, devido à área relativamente grande da "cabeça" do estojo sem suporte em seus canos, dada sua alta pressão de trabalho. A rampa de alimentação nas pistolas Glock .40 S&W é maior do que em outras Glocks, o que deixa a parte inferior traseira do estojo sem suporte, e é nessa área sem suporte que os estojos falham. A maioria, mas não todas, as falhas ocorreram com munição recarregada ou remanufaturada. Cartuchos carregados na pressão SAAMI ou acima dela, ou estojos ligeiramente superdimensionados que disparam levemente fora da posiçao correta são frequentemente considerados a causa dessas falhas, que são comumente referidas coloquialmente como "kaBooms" ou "kB!" abreviadamente. Embora essas falhas de estojo normalmente não machuquem a pessoa que segura a pistola, a exaustão de gazes de alta pressão tende a ejetar o carregador de uma forma espetacular e geralmente destrói a pistola. Em alguns casos, o cano também irá falhar, explodindo o topo da câmara.

## No Brasil
No Brasil, houve muita resistência para que o calibre entrasse no país, senão para participantes de tiro esportivo que, para esses, sempre foi permitido.
O calibre 9mm Luger e 357 magnum eram permitidos para Polícia Federal e a .45 ACP somente para Forças Armadas, assim, permitir o calibre .40S&W que é superior ao 9mm e intermediário entre o 357 magnum e o .45 ACP teria que advir de uma comoção nacional.
A primeira força de segurança pública a vencer essa barreira junto ao Exército Brasileiro, que controla as armas e munições no Brasil, foi a Polícia Rodoviária Federal - PRF, que, em 1998, teve a padronização do .40S&W como armamento de porte individual, aposentando seus revólveres .38 SPL e suas antigas pistolas .380 ACP.
Desde a entrada de mais de 4000 novos policiais rodoviários federais, em 1994, constatou-se a limitação do uso dos revólveres 38SPL no policiamento rodoviário federal e demais missões conferidas à PRF, especialmente diante do fato que o rodízio de armamento acabava por depreciar os equipamentos de forma acelerada.
Depois de um levantamento de ocorrências e falhas dos revólveres 38SPL na operação policial pelos PRFs da Superintendência de Polícia Rodoviária Federal no Rio Grande do Sul iniciaram-se os estudos para um novo armamento institucional que atendesse às diversas demandas enfrentadas. Nisso, com a autorização do Diretor-Geral da PRF à época, Lourival Carrijo da Rocha, o Superintendente Regional Clóvis Azevedo Scherer designou comissão específica, no ano de 1996, para a definição do novo calibre e armamento. Com o apoio das Forjas Taurus e do assessor José Carlos Caleffi Fauri, foi desenvolvida a pistola PT100AF em conjunto com a comissão da PRF, onde o protótipo contemplava a utilização do chassi base da pistola PT92-Parabellum, de calibre 9mm, com a modificação do cano e adequações no carregador, rampa de alimentação e extrator.
Assim foi desenvolvido o primeiro protótipo da pistola PT100AF (Pistola Taurus 100 Aço Forjado), cujo primeiro lote industrial foi distribuído para a PRF no Rio Grande do Sul. Nos testes iniciais de recebimento realizados pela comissão de PRFs, constatou-se falha grave no sistema de ejeção, havendo necessidade de recolhimento de todo o lote e reparação na fábrica (recall). Corrigido o problema de extração, depois de quase 2 anos de desenvolvimento e iniciado o processo de substituição,em 1998  a PRF padronizou o calibre .40S&W em todo o país, com mais de 12.000 pistolas PT100-AF adquiridas e com a formalização do calibre no quadro de dotação autorizado pelo Exército Brasileiro para a PRF.
Embora o calibre tenha sido proposto inicialmente para a padronização das polícias integrantes do CODESUL (Paraná, Santa Catarina e Rio Grande do Sul), somente a PRF resolveu desenvolver a utilização nacional do .40S&W. Uma série de acontecimentos que denunciaram a falência da segurança pública nacional pelos órgãos de imprensa suscitaram um clamor das polícias civis e militares do Brasil para terem acessos a calibres capazes de fazer frente ao potencial do armamento dos marginais. Apoiados na conquista da Polícia Rodoviária Federal, as diversas polícias civis e militares de vários estados brasileiros, depois de alguns anos, adquiriram também autorização junto ao Exército Brasileiro para utilização desse armamento para os oficiais e delegados; depois se estendendo o direito para os agentes e praças quando de serviço, mas é sabido que não foi alcançado todo policial militar tal aspiração devido ao número de pistolas adquiridas serem insuficientes para todo o efetivo.

## Sinônimos
- .40 caliber
- .40 Auto
- 10×22mm
- 10mm Kurz (Um apelido para o .40 S&W sendo uma "versão mais curta" do 10mm Auto, assim como o .380 ACP é mais curto e de menor potência, porém semelhante ao 9x19mm Parabellum e também é conhecido como "9mm Kurz" ou "9mm short".)